# Wilhelm Funcke

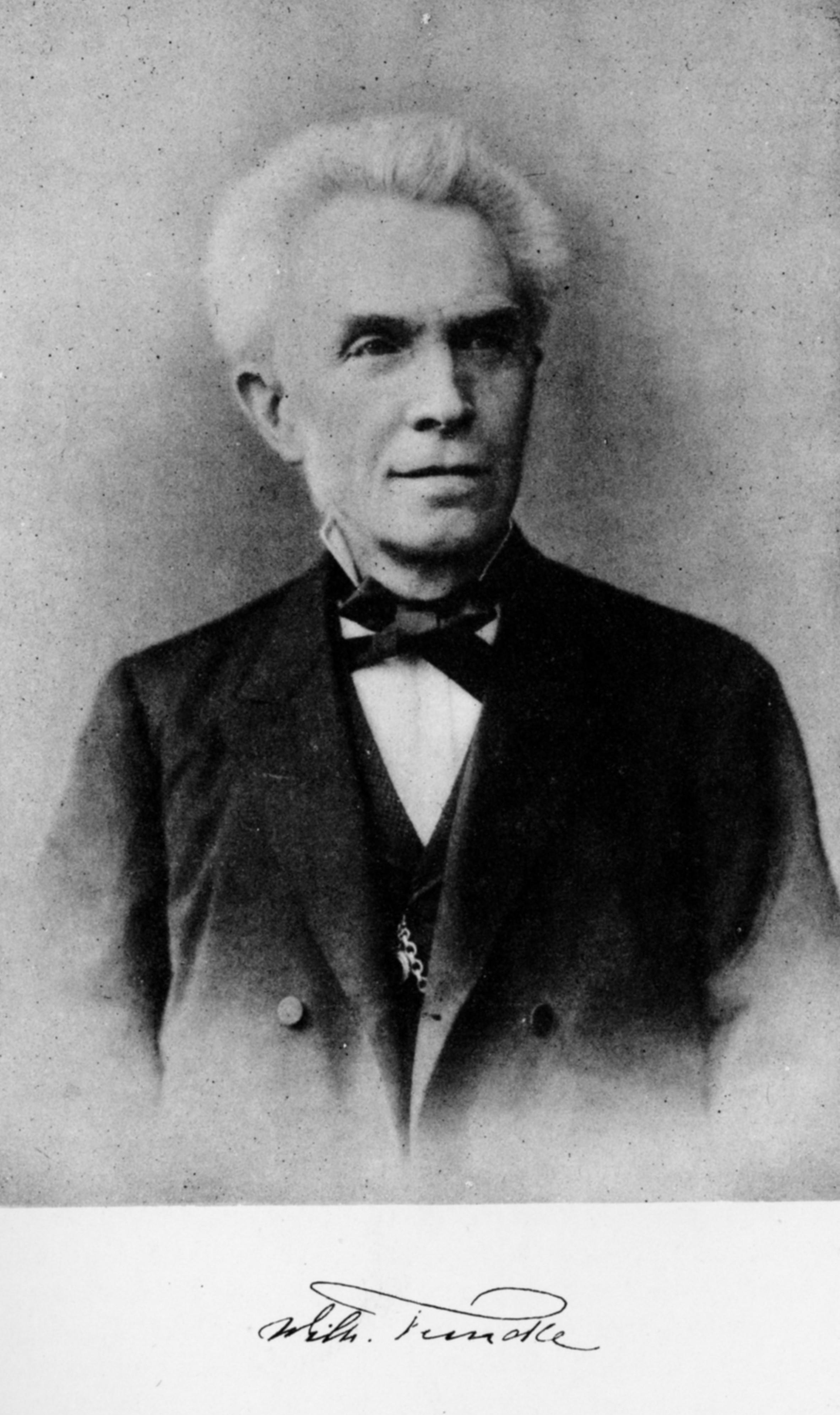
Wilhelm Funcke

Bernhard Wilhelm Funcke (* 14. Juli 1820 in Hagen; † 14. November 1896 ebenda) war ein deutscher Unternehmer.

## Leben
Funckes Eltern waren der Indigo-Kaufmann Bernhard Wilhelm Funcke und dessen Frau Wilhelmine Funcke, geb. Springmann. Wilhelm Funcke besuche die Rektoratsschule und die Gewerbeschule in Hagen und, bevor er eine kaufmännische Lehre in Elberfeld absolvierte. Nach kurzer Zeit im Betrieb des Vaters gründete er 1844 zusammen mit seinem Vetter Friedrich Hueck die Schraubenfabrik Funcke & Hueck. In das Unternehmen trat 30 Jahre später mit Theodor Springmann ein weiterer Vetter als Teilhaber ein. 1846 heiratete Funcke Adeline, geb. de Raadt. Beide hatten vier Töchter und zwei Söhne, unter ihnen der Sohn und Nachfolger Bernhard Wilhelm Funcke (1856–1910).
Funcke gründete weitere Unternehmen und legte die Zeche Westhausen an und wurde zu einem der bedeutendsten industriellen Unternehmer Westdeutschlands. In seinen Betrieben schuf er vorbildliche Sozialeinrichtungen wie Krankenkassen, Sparkassen, Speiseanstalten, Wohnsiedlungen sowie eine gewerbliche Fortbildungsschule.
Funcke war Mitglied der Handelskammer in Hagen und gehörte zu den Begründern des „Vereins zur Wahrung der gemeinsamen wirtschaftlichen Interessen in Rheinland und Westfalen“ (Langnam-Verein) im Jahr 1872 und des „Centralverbandes deutscher Industrieller“ im Jahr 1876.